# Dwergmeerval
De dwergmeerval (Macrotocinclus affinis, [Otocinclus affinis]) is een kleine (zo'n 5 cm) algenetende harnasmeerval.

## Kenmerken
De brede bek van dit nachtactieve dier is bezet met 8 voeldraden. Achter de rugvin bevindt zich een vetvinnetje. De rug- en borstvinnen zijn bezet met giftige stekels.

## Voortplanting
In het voorjaar worden de eitjes afgezet in een nestkuiltje op de bodem. Ze komen na ongeveer 8 dagen uit. De eitjes en het kroost worden permanent bewaakt door beide ouders.

## Aquarium
Deze meerval voelt zich het best thuis in groepjes. Ze houden van een goed beplant aquarium van ten minste 50 cm. De vis is vreedzaam en kan goed samen met andere vreedzame vissen worden gehouden. Het is belangrijk de waterkwaliteit in de gaten te houden, aangezien de Otocincli erg gevoelig zijn voor te hoge nitraatconcentraties. Helder stromend water met een temperatuur van 21-26 graden Celsius is optimaal, een hogere temperatuur is niet goed voor de diertjes. Naast algen lusten zij ook zachtere (geblancheerde) groenten als spinazie, courgette, spruitjes en sla.